# Vuelo 404 de Pakistan International Airlines
El vuelo 404 de Pakistan International Airlines fue un Fokker F27 Friendship que desapareció poco después de despegar el 25 de agosto de 1989. A las 07:36, un vuelo nacional regular de pasajeros de Pakistan International Airlines despegó de la ciudad septentrional de Gilgit, Pakistán de camino a la capital del país, Islamabad. Uno de los pilotos efectuó una llamada de radio de rutina a las 07:40; esta fue la última comunicación con el avión. Se piensa que el avión impactó en los Himalayas, pero sus restos nunca han sido encontrados.

## Avión
El avión fue un avión turbohélice Fokker F27-200 Friendship, número de fabricación 10207, construido en 1962. Había sumado aproximadamente 44.524 horas de vuelo; y 41.524 rotaciones; en el momento del accidente.

## Operación de búsqueda
Tras la desaparición, se realizaron varias misiones de búsqueda aérea por parte del ejército Pakistaní durante los tres o cuatro días. Posteriormente se organizaron partidas de búsqueda terrestre, compuestas de personal militar y civil, para realizar la búsqueda en un área de 8000 metros (26 247 pies) de la montaña Nanga Parbat.

## Nota
1. ↑  Una rotación es prácticamente equivalente a un vuelo. El número de rotaciones es el número de veces que el avión ha sido presurizado.